# تياني ريندرز
تيجاني مارتينوس يان ريندرز (بالهولندية: Tijjani Martinus Jan Reijnders) (مواليد 29 يوليو 1998) هو لاعب كرة قدم هولندي محترف يلعب كلاعب خط وسط لصالح نادي مانشستر سيتي في الدوري الإنجليزي الممتاز والمنتخب الهولندي.
بعد تمثيل العديد من فرق الناشئين الهولندية، بدأ رايندرز مسيرته مع نادي مسقط رأسه، بي إي سي زفوله، قبل أن ينتقل إلى نادي إيه زد ألكمار الهولندي في موسم 2017−18. ثم تمت إعارته إلى نادي آر كي سي فالفيك حتى نهاية موسم 2019−20. بعد عودته إلى ألكمار من إعارته، تم اختيار رايندرز ضمن فريق الشهر في الدوري الهولندي الممتاز في سبتمبر 2022 وأبريل 2023، قبل التوقيع مع العملاق الإيطالي إيه سي ميلان في صيف 2023 وفاز بكأس السوبر الإيطالي 2024.
ريندرز هو لاعب كرة القدم دولي هولندي، حيث تدرج من مستوى تحت 20 سنة فصاعدًا. خاض مباراته الدولية الأولى مع منتخب بلاده في سبتمبر 2023.

## المسيرة الكروية

### البدايات
بدأ دور رايندرز في عالم كرة القدم منذ سن مبكرة، حيث لعب في فريق الشباب لنادي إف سي تفينتي حتى فئة تحت 17 عامًا، قبل أن يتم الاستغناء عنه وينتقل إلى CSV '28 حيث لعب لمدة عام واحد من 2015 حتى 2016.
في عام 2016، انضم رايندرز إلى فريق بي إي سي زفوله تحت 19 عامًا، ثم تدرج سريعًا حتى ظهر مع الفريق الأول للنادي في الدوري الهولندي الممتاز، لكنه لعب هناك موسمًا واحدًا فقط.

### ألكمار
في عام 2017، تسارعت وتيرة تطور مسيرته بشكل ملحوظ. فبعد أن كان يعمل في سوبر ماركت محلي ويتدرب في زفوله، انتقل إلى فريق تحت 21 عامًا في إيه زد ألكمار، ثم صعد إلى الفريق الأول عام 2018.
في يناير 2020، أُعير إلى آر كي سي فالفيك لمدة ستة أشهر حتى يونيو، ثم عاد إلى ألكمار وأصبح جزءًا أساسيًا من الفريق الأول، حيث شارك في نصف نهائي دوري المؤتمر الأوروبي 2022–23. كما تم اختياره في تشكيلة الشهر بالدوري الهولندي في سبتمبر 2022 وأبريل 2023.

### ميلان
في 19 يوليو 2023، انضم رايندرز إلى نادي إيه سي ميلان الإيطالي بعقد مدته خمس سنوات حتى يونيو 2028. وفي 21 أغسطس، شارك أساسيًا لأول مرة مع الروسونيري في مباراة بالدوري ضد بولونيا.
في 11 نوفمبر، سجل أول أهدافه مع ميلان أمام ليتشي في الدوري الإيطالي.
في 3 مارس 2025، أعلن ميلان تمديد عقد رايندرز حتى 30 يونيو 2030. وخلال موسم 2024–25، تم اختياره في تشكيلة الموسم بالدوري الإيطالي كما نال جائزة أفضل لاعب وسط في الدوري.

### مانشستر سيتي
في 11 يونيو 2025، أعلن نادي مانشستر سيتي الإنجليزي التعاقد معه لمدة خمس سنوات بقيمة بلغت نحو 46.5 مليون جنيه إسترليني.
وفي 16 أغسطس، خاض أولى مبارياته في الدوري الإنجليزي مع الفريق في الفوز 4–0 خارج الديار على وولفرهامبتون، حيث سجل الهدف الثاني وصنع الهدف الثالث لإيرلينغ هالاند.

## المسيرة الدولية
قبل استدعائه الأول للمنتخب الهولندي في يونيو 2023 للمشاركة في نهائيات دوري الأمم الأوروبية، كان بإمكانه تمثيل إندونيسيا من خلال أصول والدته، لكنه اختار اللعب لبلده الأم هولندا.
- في 7 سبتمبر 2023، شارك لأول مرة مع هولندا كبديل في الفوز 3–0 على اليونان ضمن تصفيات يورو 2024.
- في 13 أكتوبر، لعب أساسياً أمام فرنسا وانتهت المباراة بخسارة 2–1.
- في 22 مارس 2024، سجل أول أهدافه الدولية مع الطواحين في الفوز 4–0 على اسكتلندا بملعب يوهان كرويف أرينا.
- في 29 مايو 2024، تم ضمه لقائمة هولندا المشاركة في يورو 2024.

## أسلوب اللعب
يتميز رايندرز بكونه لاعب وسط متحرك، يميل للتقدم إلى الثلث الهجومي ومنطقة جزاء الخصم إما لمحاولة التسجيل أو الضغط على المنافسين.
عند انتقاله إلى ميلان، تم إدماجه مباشرة في التشكيلة الأساسية من قبل المدرب ستيفانو بيولي كلاعب وسط أيسر (ميزالا) في خطة 4–3–3، كما لعب أيضًا في خطة 4–2–3–1 ضمن ثنائي الوسط الدفاعي، رغم أنه يستخدم القدم اليمنى.
ووفقًا له، كان للجانب التكتيكي دور مهم في اختياره ميلان بدلًا من برشلونة، حيث أن مركزه المقترح هناك كان سيحد من تحركاته.

## الحياة الشخصية
- والده هو لاعب كرة القدم السابق مارتن رايندرز.
- شقيقه إليانو رايندرز لاعب محترف في صفوف بي إي سي زفوله.
- ينحدر من أصول إندونيسية من جهة والدته.

## وصلات خارجية
- تياني ريندرز على موقع الاتحاد الأوربي (الإنجليزية)
- تياني ريندرز على موقع قاعدة بيانات كرة القدم.إي يو (الإنجليزية)
- تياني ريندرز على موقع Soccerway.com (الإنجليزية)
- تياني ريندرز على موقع عالم كرة القدم.نت (الإنجليزية)